# Sternblut

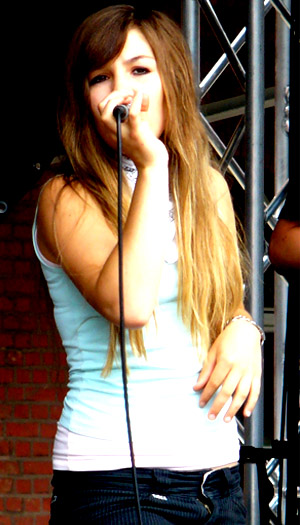
Deborah Holzmann (2008)

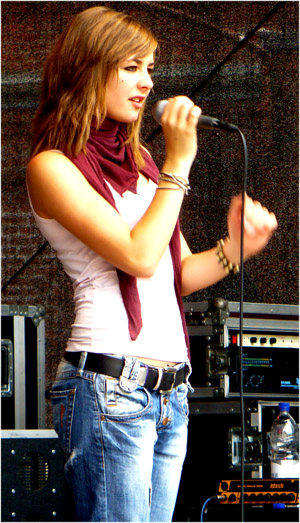
Ramona Holzmann (2008)

Sternblut ist eine deutsche Rock- und Pop-Band aus Ebenhofen im Landkreis Ostallgäu und wurde 2006 von den Geschwistern Deborah (* 2. Dezember 1993) und Ramona Holzmann (* 20. August 1992) gegründet.

## Geschichte
Schon mit acht Jahren schrieben Ramona und Deborah erste Songs und gründeten 2002 ihre erste Band Goldrausch zusammen mit anderen Musikern aus der Umgebung. Damals spielte Deborah noch E-Bass und war neun Jahre alt, Ramona spielte schon Klavier. Im Jahr 2006 löste sich die Band auf und die zwei Schwestern gründeten im selben Jahr Sternblut.
Im Jahr 2008 wurde ein A&R von Warner auf die zwei aufmerksam und sie unterschrieben einen Plattenvertrag bei der Warner Music Group. Im selben Jahr wurde das Lied Komm wir malen uns das Leben Titelsong der You Messe in Berlin. Außerdem spielten sie als Support-Band der Killerpilze. Deutschlandweit bekannter ist Sternblut, seit Komm wir malen uns das Leben für einen Werbespot der Telekom verwendet wird. Dieser läuft seit Oktober 2009 auf den deutschen Privatsendern. Im Herbst wurde das Sternblut-Lied Für immer mehrmals in der ARD-Serie Marienhof gespielt. Ab Oktober, zeitgleich mit der Veröffentlichung des Werbespots, war das Lied Komm wir malen uns das Leben zum Download verfügbar. Außerdem wurden die Lieder von ihrem Album Stark häufig in der Serie Alles was zählt gespielt.
Am 26. Juni 2011 eröffneten Sternblut vor dem ersten Spiel, Frankreich gegen Nigeria in Sinsheim, musikalisch die Frauenfußball-WM.
Deborah Holzmann hat sich 2013 vorübergehend aus der Band zurückgezogen, um sich auf ihre Berufsausbildung zu konzentrieren. Deshalb ist auf der im Oktober 2013 erschienenen Single Bist du bereit nur Ramona Holzmann zu hören.

## Diskografie

### Alben
- 2010: Stark (Warner Music)

### Singles
- 2007: Es wird alles gut (Bob Media)
- 2009: Komm wir malen uns das Leben (3. Oktober 2009, Download-Single)[10]
- 2010: Komm wir malen uns das Leben (29. Januar 2010, Warner Music)[11]
- 2011: Das ist Freiheit (I Sold My Soul / Edel)
- 2013: Bist du bereit (Hellywood Music)

## Auszeichnungen
- 2010: Radio Galaxy Award[12]